# Economia blu
L'economia blu è un modello di economia a livello globale dedicato alla creazione di un ecosistema sostenibile grazie alla trasformazione di sostanze precedentemente sprecate in merce redditizia. Rappresenta uno sviluppo dell'economia verde: mentre quest'ultima prevede una riduzione di CO2 entro un limite accettabile, l'economia blu prevede di arrivare ad emissioni zero di CO2 e come la green economy si preoccupa di utilizzare energia ricavata da fonti rinnovabili e di creare prodotti "sostenibili." La blue economy si occupa di salvaguardare la "purezza del mare" e di attuare un tipo di pesca sostenibile. Il modello è stato proposto da Gunter Pauli nel libro The Blue Economy: 10 years, 100 Innovations. 100 Million Jobs. L'obiettivo dell'economia blu non è di investire di più nella tutela dell'ambiente ma, grazie alle innovazioni in tutti i settori dell'economia che utilizzano sostanze già presenti in natura, di effettuare minori investimenti, creare più posti di lavoro e conseguire un ricavo maggiore. L'economia blu si basa sullo sviluppo di principi fisici, utilizzando tecniche scientifiche come la biomimesi, un settore ancora poco conosciuto che si fonda sullo studio e sull'imitazione delle caratteristiche delle specie viventi per trovare nuove tecniche di produzione e migliorare quelle già esistenti.

## Descrizione
Lo sviluppo sostenibile è il punto di forza dell'economia blu ed è una forma di sviluppo che non ostacola le possibilità di crescita delle generazioni future, avendo cura del patrimonio e delle riserve naturali esauribili. Non si tratta quindi di un blocco della crescita, bensì della crescita economica rispettosa dell'ambiente e dei suoi limiti.
L'uomo utilizza ingenti quantità di risorse non rinnovabili, destinate ad esaurirsi. Lo sviluppo sostenibile concilia la richiesta del fabbisogno umano con le capacità produttive della terra.
A differenza dello sviluppo tradizionale, attraverso il quale l'uomo fin dalla nascita ha dovuto modificare l'ambiente circostante per costruirsi uno spazio adeguato in cui vivere, lo scopo dello sviluppo sostenibile è quello di creare un regime ambientale di equilibrio.
Questa nuova visione, diventata necessaria per l'uomo, è legata al concetto di ecosistema.
L'ecosistema è un'unità ecologica fondamentale nella quale convivono organismi che interagiscono tra loro e con l'ambiente circostante. L'inquinamento sta portando allo sconvolgimento di questi equilibri, a questo proposito l'economia blu si sta impegnando a trovare soluzione per ristabilire l'armonia ambientale.

## Innovazione
L'economia blu, per raggiungere l'obiettivo di una crescita ecosostenibile, punta sull'innovazione, intesa come cambiamento generato dalla condivisione delle conoscenze. Un esempio arriva dal professor Jorge Reynolds, inventore di un nuovo pacemaker senza batterie, difficili da riciclare. Grazie alle conoscenze acquisite sul funzionamento degli organismi viventi in relazione all'ambiente, ha trovato il modo di far funzionare il pacemaker con la temperatura corporea e la pressione generata dalla voce.
L'economia blu applicata al business si traduce in "blue thinking", strategia di marca volta all'innovazione della trasformazione, cioè pensare a un cambiamento nello sviluppo a tutela dell'ambiente non come un onere ma come un oceano di possibilità. Il "blue thinking" abbraccia la sostenibilità e la responsabilità ambientale per adeguarsi ai cambiamenti climatici ed economici.
L'economia blu può essere rivolta anche alla pesca. Numerosi esempi arrivano dalla Sicilia, impegnata, insieme ad altri Paesi del Mediterraneo, a creare un Distretto unico, un sistema di responsabilità e di concreta partecipazione di tutti gli attori della pesca e dell'agroindustria ad una produzione rispettosa dell'ambiente e capace di valorizzare le risorse del territorio costiero, basato sul dialogo e la collaborazione.